# 石川島播磨重工業呉女子バレーボール部
石川島播磨重工呉女子バレーボール部（いしかわじまはりまじゅうこうくれじょしバレーボールぶ）は、広島県呉市を本拠地に活動していた、石川島播磨重工業（現:IHI）呉事業所の女子バレーボールチームである。

## 歴史
1963年に9人制バレーボールチームとして創部された。1969年の全日本総合選手権にて優勝。その後6人制に移行し、実業団リーグには第4回リーグから参戦した。実業団リーグと地域リーグの昇格降格を繰り返したが、2000年5月に朝日生命が休部し実業団リーグに欠員が生じたため、同年実業団大会に優勝していた本チームの再昇格が2000年9月の理事会で決定した。2003年、廃部。

## 成績

### 主な成績
黒鷲旗全日本選手権
- 優勝なし

チャレンジリーグ（実業団リーグ／V1リーグ）
- 優勝なし
- 準優勝なし

地域リーグ（プレーオフ）
- 優勝 3回 - 1982、1986、2000年
- 準優勝 2回 - 1985、1996年

国民体育大会成年女子（6人制）
- 準優勝 1回（1996年）

### 年度別成績
| 大会名       | 大会名           | 順位 | 参加チーム数 | 試合数 | 勝 | 敗 |
| ------------ | ---------------- | ---- | ------------ | ------ | -- | -- |
| 実業団リーグ | 第4回 (1972/73)  | 3位  | 6チーム      | 10     | 6  | 4  |
| 実業団リーグ | 第5回 (1973/74)  | 4位  | 6チーム      | 10     | 5  | 5  |
| 実業団リーグ | 第6回 (1974/75)  | 5位  | 6チーム      | 10     | 3  | 7  |
| 実業団リーグ | 第7回 (1975/76)  | 6位  | 6チーム      | 10     | 0  | 10 |
| 実業団リーグ | 第14回 (1982/83) | 5位  | 6チーム      | 10     | 2  | 8  |
| 実業団リーグ | 第15回 (1983/84) | 8位  | 8チーム      | 14     | 0  | 14 |
| 実業団リーグ | 第18回 (1986/87) | 7位  | 8チーム      | 14     | 2  | 12 |
| 実業団リーグ | 第19回 (1987/88) | 4位  | 8チーム      | 14     | 7  | 7  |
| 実業団リーグ | 第20回 (1988/89) | 8位  | 8チーム      | 14     | 3  | 11 |
| 実業団リーグ | 第28回 (1996/97) | 8位  | 8チーム      | 14     | 2  | 12 |
| V1リーグ     | 第3回 (2000/01)  | 7位  | 8チーム      | 14     | 3  | 11 |
| V1リーグ     | 第4回 (2001/02)  | 6位  | 7チーム      | 12     | 4  | 8  |
| V1リーグ     | 第5回 (2002/03)  | 6位  | 8チーム      | 14     | 5  | 9  |

## 廃部年度の選手・スタッフ
2002年11月29日版

### 選手
| 背番号 | 名前       | 年齢 | 国籍 | Position | 備考 |
| ------ | ---------- | ---- | ---- | -------- | ---- |
| 3      | 筆保賢美   | 24   | 日本 | ライト   | 主将 |
| 4      | 片桐麻里   | 19   | 日本 | リベロ   |      |
| 5      | 岡田香織   | 20   | 日本 | センター |      |
| 6      | 佐藤尚世   | 20   | 日本 | レフト   |      |
| 7      | 谷口由美恵 | 30   | 日本 | レフト   |      |
| 9      | 才野木幸恵 | 22   | 日本 | セッター |      |
| 10     | 大城さゆり | 21   | 日本 | センター |      |
| 11     | 瀧本さおり | 25   | 日本 | レフト   |      |
| 12     | 佐々木美幸 | 21   | 日本 | センター |      |
| 13     | 吉良真由美 | 20   | 日本 | レフト   |      |
| 14     | 竹井明日香 | 20   | 日本 | センター |      |

### スタッフ
| 役職 | 名前     | 国籍 | 備考 |
| ---- | -------- | ---- | ---- |
| 部長 | 野口裕司 | 日本 |      |
| 監督 | 佐々木充 | 日本 |      |